# 星野忍
星野 忍（ほしの しのぶ、1950年12月29日 - ）は日本中央競馬会 (JRA)美浦トレーニングセンターに所属していた元騎手・元調教師。騎手時代はとくに障害競走での成績が顕著だった。

## 来歴
1971年に坂本栄三郎厩舎所属騎手としてデビュー。同期には中野栄治らがいる。デビュー時は平地・障害ともに騎乗していたがのちに障害競走への比重が大きくなる（ただし引退まで平地競走にも乗り続け、引退時の騎乗回数は平地・障害ほぼ半々であった）。1973年の東京障害特別（春）で重賞初勝利。
以降はとくに障害戦での成績が顕著で、1989年と1990年の両年にJRA賞最多勝利障害騎手となり、1989年にはJRA初となる障害競走200勝をマークした。
1997年に調教師試験に合格し、引退。障害競走通算254勝はJRA記録であった。なお、2021年に熊沢重文が障害競走255勝目を挙げて星野の記録を越えた。
翌1998年に厩舎開業。2005年にヤマニンアラバスタ（新潟記念）で重賞初勝利。2015年7月に調教師としてJRA通算100勝を達成。
2021年2月28日をもって、定年のため調教師を引退。最後の出走となった2月28日の中山競馬第8Rをカイアワセで見事に勝利した。
調教師通算成績は3998戦131勝であった。

## 騎手成績
| 通算成績 | 1着 | 2着 | 3着 | 騎乗数 | 勝率 | 連対率 |
| -------- | --- | --- | --- | ------ | ---- | ------ |
| 平地     | 56  | 74  | 71  | 1132   | .049 | .115   |
| 障害     | 254 | 190 | 153 | 1198   | .212 | 371    |
| 計       | 310 | 264 | 224 | 2330   | .133 | .246   |

|            | 日付           | 競走名             | 馬名             | 頭数 | 人気 | 着順 |
| ---------- | -------------- | ------------------ | ---------------- | ---- | ---- | ---- |
| 初騎乗     | 1971年3月6日   | -                  | タカギジョー     | -    | -    | 6着  |
| 初勝利     | 1971年9月26日  | -                  | ラッキーチケット | -    | -    | 1着  |
| 重賞初騎乗 | 1972年5月7日   | 東京障害特別（春） | フエーズターフ   | 7頭  | 1    | 2着  |
| 重賞初勝利 | 1973年6月10日  | 東京障害特別（春） | キタイシオー     | 6頭  | 3    | 1着  |
| GI級初騎乗 | 1978年12月10日 | 朝日杯3歳S         | ムサシネイティブ | 13頭 | 11   | 7着  |

### 主な騎乗馬
- オキノサキガケ（中山大障害2勝など）
- ワカタイショウ（中山大障害）
- ポレール（中山大障害2勝など）

その他
- タマミ

## 調教師成績
|            | 日付          | 競馬場・開催  | 競走名       | 馬名               | 頭数 | 人気 | 着順 |
| ---------- | ------------- | ------------- | ------------ | ------------------ | ---- | ---- | ---- |
| 初出走     | 1998年3月8日  | 2回中山4日1R  | 4歳未勝利    | ブランドアケミ     | 16頭 | 9    | 10着 |
| 初勝利     | 1998年8月8日  | 2回新潟7日8R  | 4歳上500万下 | マルタカダイジン   | 12頭 | 3    | 1着  |
| 重賞初出走 | 1999年5月1日  | 2回東京3日11R | 4歳牝馬特別  | リワードハミング   | 16頭 | 8    | 9着  |
| 重賞初勝利 | 2005年8月28日 | 3回新潟6日11R | 新潟記念     | ヤマニンアラバスタ | 12頭 | 3    | 1着  |
| GI初出走   | 1999年5月30日 | 3回東京4日11R | 優駿牝馬     | リワードハミング   | 18頭 | 16   | 7着  |

### 通算成績
|      |      | 1着 | 2着 | 3着 | 4着以下 | 出走回数 | 勝率 | 連対率 | 3着以内率 |
| ---- | ---- | --- | --- | --- | ------- | -------- | ---- | ------ | --------- |
| 中央 | 平地 | 120 | 136 | 156 | 3183    | 3595     | .033 | .071   | .115      |
| 中央 | 障害 | 11  | 28  | 32  | 332     | 403      | .027 | .097   | .176      |
| 地方 |      | 6   | 11  | 7   | 65      | 89       | .067 | .191   | .270      |
| 計   |      | 137 | 175 | 195 | 3580    | 4087     | .034 | .076   | .124      |

- 2021年2月28日引退時点

### おもな管理馬
※括弧内は当該馬の優勝重賞競走、太字はGI級競走。
- ヤマニンアラバスタ（2005年新潟記念、府中牝馬ステークス）
- ネコパンチ（2012年日経賞）
- キングハート （2018年オーシャンステークス）